# Mirra Alfassa
Mirra Alfassa, követői Az Anya vagy La Mère néven ismerték (Párizs, 1878. február 21. – Puduccseri, 1973. november 17.) spirituális guru, okkultista és jógatanár, valamint Sri Aurobindo munkatársa volt, aki saját magával egyenrangú szellemi képességű jóginak tartotta és "Az Anya" néven szólította. Megalapította a Sri Aurobindo Ashramot és megalapította Auroville városát; befolyásos volt az integrál jóga témakörében.
Mirra Alfassa Párizsban született 1878-ban egy szefárd zsidó polgári családban. Fiatalkorában Algériába utazott, hogy Max Théon mellett gyakorolja az okkultizmust. Miután visszatért, Párizsban spirituális keresők egy csoportját irányította. 1914-ben az indiai Puduccseribe utazott, ahol találkozott Sri Aurobindóval, és megtalálta benne "a sötét ázsiai alakot", akiről már korábban voltak látomásai és Krishnának hívta. Ezen az első látogatása során, segített megjelentetni az Arya című folyóirat francia változatát, amely Sri Aurobindo posztpolitikai prózai írásainak többségét jelentette meg. Az első világháború alatt kénytelen volt elhagyni Puduccserit. Négy éves japáni tartózkodása után, 1920-ban végleg visszatért Puduccseribe. Fokozatosan, ahogy egyre többen csatlakoztak hozzá és Sri Aurobindohoz, megszervezte és fejlesztette a Sri Aurobindo Ashramot. 1943-ban iskolát indított el az ashramban, és 1968-ban megalapította Auroville-t, egy kísérleti települést, amely az emberiség egységének és evolúciójának volt szentelve. 1973 november 17-én halt meg Puduccseriben.
Satprem, aki az egyik követője volt, Alfassa életének utolsó harminc évét örökítette meg a 13 kötetből álló Mother's Agenda című műben.

## Fiatalkor

### Gyermekkor

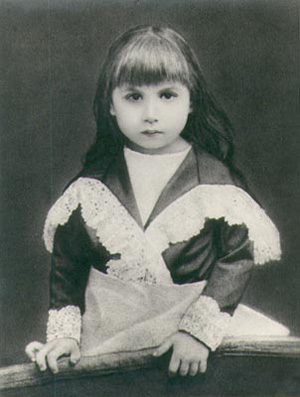
Mirra Alfassa gyermekként, 1885

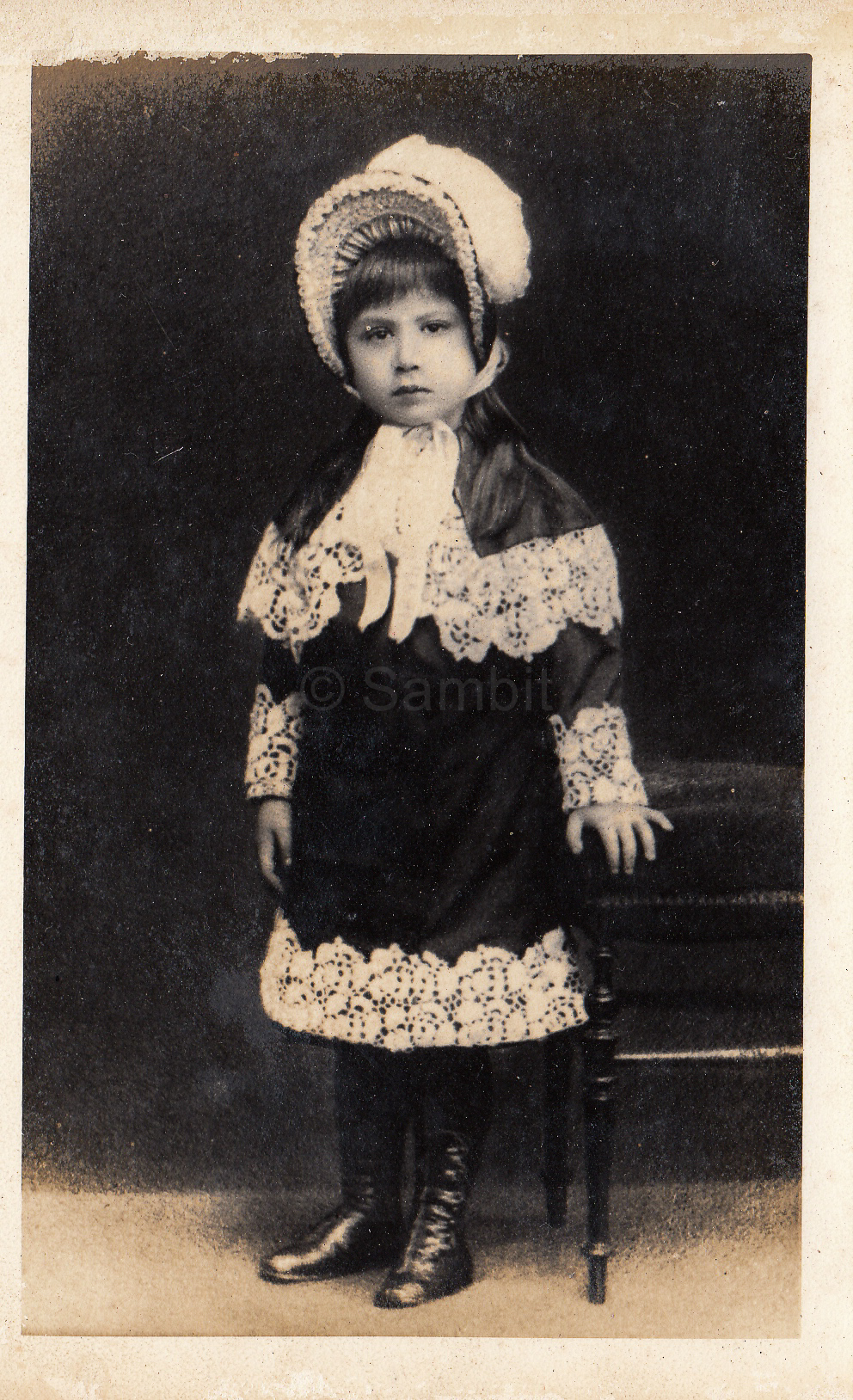
Mirra Alfassa

Mirra Alfassa 1878-ban született Párizsban Moïse Maurice Alfassa török zsidó apa, aki Edirnéből Egyiptomon keresztül vándorolt be, és Mathilde Ismalun, egy egyiptomi zsidó anya gyermekeként.  Burzsoá család voltak, és Mirra születésekor a teljes neve Blanche Rachel Mirra Alfassa volt. Egy bátyja is volt, Mattéo Mathieu Maurice Alfassa, aki később számos francia kormányzati tisztséget töltött be Afrikában. A család éppen csak egy évvel Mirra születése előtt költözött Franciaországba. Mirra közel állt nagyanyjához, Mira Ismalumhoz (született Pinto), aki a szomszédságban élt, és az egyik első nő volt, aki egyedül utazott Egyiptomon kívülre.
Mirra hétévesen tanult meg olvasni, és nagyon későn, kilencévesen lépett be az iskolába.  A művészet, a tenisz, a zene és az ének különböző területei érdekelték, de édesanyja aggodalmára adott okot, hogy nem mutatott komoly hosszútávú elköteleződést egyik terület iránt sem. 14 éves korára már elolvasta apja gyűjteményének legtöbb könyvét, amiről úgy tartják, hogy ez segített neki a francia nyelv elsajátításában. Életrajzírója, Vrekhem megjegyzi, hogy Mirrának gyermekkorában különféle okkult élményei voltak, de semmit sem tudott ezek jelentőségéről vagy relevanciájáról. Ezeket az élményeket megtartotta magának, hiszen édesanyja kezelendő mentális problémának tekintette volna az okkult tapasztalásokat. Mirra különösen emlékszik arra, hogy tizenhárom-tizennégy évesen álmodozott vagy látomásai voltak egy ragyogó alakról, akit Krisnának nevezett, de a valóságban még soha nem látott.

### Mint művész és utazó

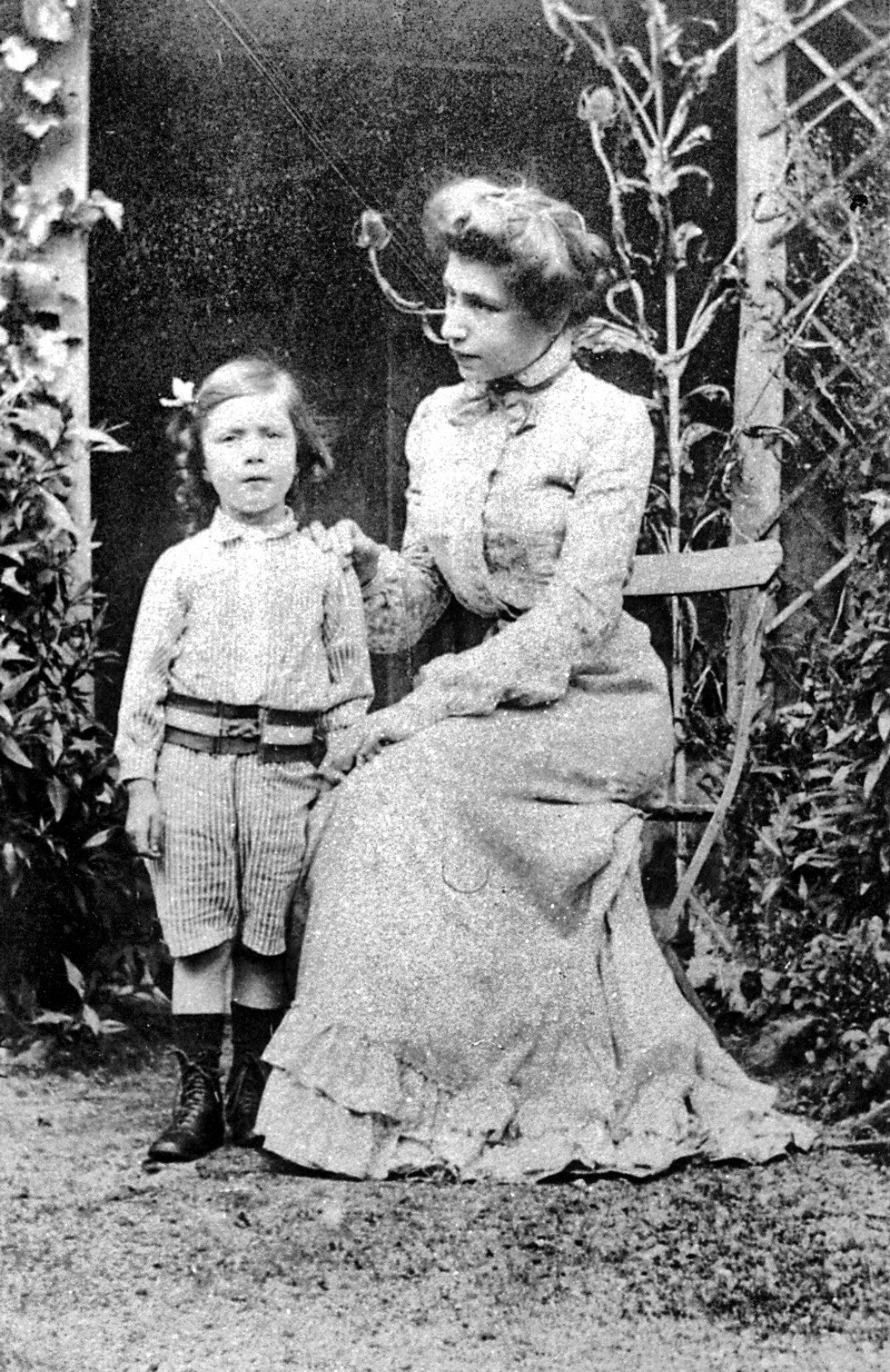
Mirra Alfassa 24 évesen Andre fiával, 1902 körül

1893-ban az iskola elvégzése után Mirra csatlakozott az Académie Julianhoz, hogy művészetet tanuljon. A nagymamája, Mira bemutatta őt Henri Morisset-nek, az Akadémia egykori diákjának, akivel 1897. október 13-án össze is házasodtak. Mindketten jómódúak voltak, és a következő tíz évben művészként dolgoztak, abban a korszakban, amely sok impresszionista művészről ismert. Fia, André 1898. augusztus 23-án született. Alfassa néhány festményét a Salon d’Automne zsűrije elfogadta, és 1903-ban, 1904-ben és 1905-ben kiállították őket. Emlékszik, hogy akkoriban teljesen ateista volt, mégis különféle élményeket élt át, amelyekről úgy találta, hogy nem mentális képződmények, hanem spontán tapasztalások. Ezeket az tapasztalásokat megtartotta magának, és késztetést érzett, hogy megértse azok jelentőségét. Rábukkant Vivékánanda Raja yoga című könyvére, amely megadta a magyarázatok egy részét, melyeket keresett. Mirra ugyancsak megkapta a Bhagavad-gíta egy francia nyelvű példányát is, ami jelentősen segítette abban, hogy többet tudjon meg ezekről a tapasztalatokról.

#### Max Théon és Mrs. Théon (Mary Ware)

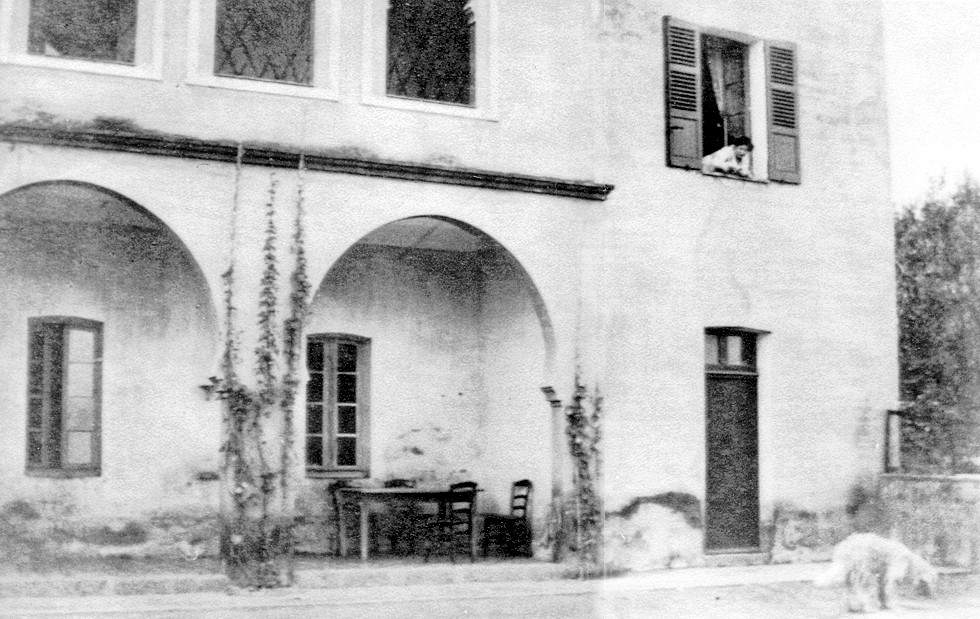
Mirra Alfassa Theon házában, Tlemcenben, Algériában (1906–1907)

Ez idő alatt Mirra megismerkedett Louis Thémanlysszal, aki a Max Théon által alapított Kozmikus Mozgalom vezetője volt. A Cosmic Review egyik példányának elolvasása után, részt vett Thémanlys beszédein és aktívvá vált a csoportban. Először 1906. július 14-én  utazott egyedül az algériai Tlemcen városba, hogy találkozzon Max Théonnal és feleségével, Mary Ware-ral. Következésképpen még kétszer, 1906-ban és 1907-ben is elutazott a tlemceni birtokukra, ahol gyakorolta és kísérletezte Max Théon és Mary Ware tanításait.
1908-ban Mirra a párizsi rue de Lévis 49. szám alá költözött, ahol egyedül élt egy kis lakásban, és részt vett a buddhistákkal és a kozmikus mozgalmi körökkel folytatott megbeszéléseken. Ez idő alatt megismerkedett Madame David Neillel is. Mirra 1911-ben feleségül ment Paul Richardhoz, aki négy év katonai szolgálat után elkezdett filozófiával és teológiával foglalkozni. Akkor ismerte meg Mirrát, amikor Max Théonnal értekezett. Vrekhem, Mirra életrajzírója megemlíti, hogy Richard jogi problémákon ment keresztül, amikor egy holland nővel kötött első házasságából származó gyerekeket örökölt, és Mirrától kért segítséget  amelyet a nő el is fogadott azzal, hogy elfogadta a házassági ajánlatát.

#### Első találkozások Sri Aurobindóval és Japán

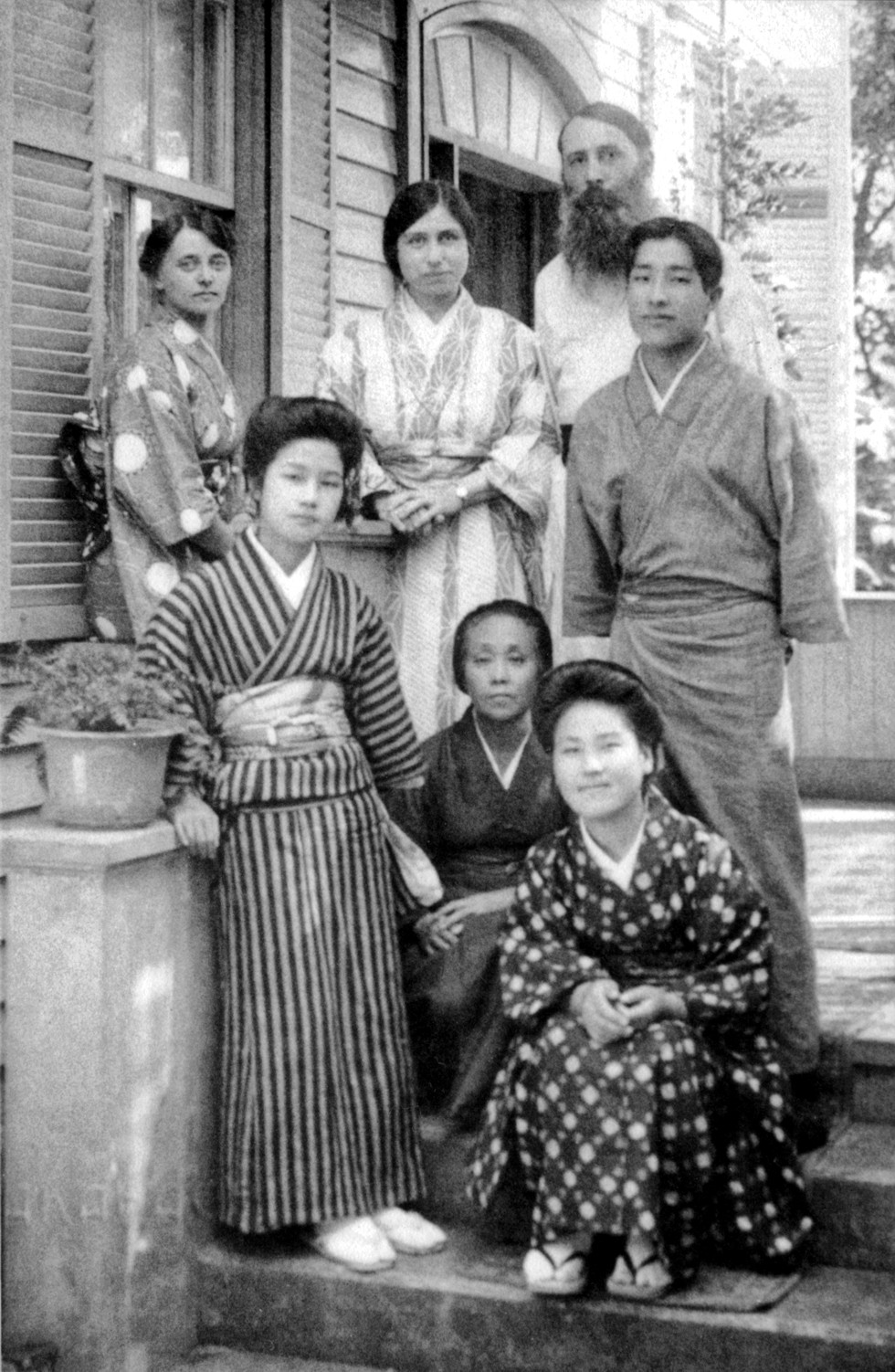
Dorothy Hodgson (Dutta), Mirra Alfassa, Paul Richard és japán barátok Tokióban 1918 körül

Richard szintén törekvő politikus volt, és megkísérelte megnyerni a francia szenátusban való beválasztását Puduccseribe, amely akkoriban francia ellenőrzés alatt állt. A kezdeti kudarc ellenére meg akart tenni egy második kísérletet is és így 1914 március 7-én, Mirra Richarddal együtt Indiába hajózott; március 29-én érték el Puduccserit. Ekkor, 1914-ben történt, hogy Mirra Alfassa, aki később Az Anya néven vált ismertté, először Puduccseriben vetette meg lábát a Grand Hotel D'Europe-ban és utána találkozott Sri Aurobindóval. Miután megérkeztek Puduccseribe, találkozót egyeztettek Sri Aurobindóval, aki már ekkor Pondicherryben vole letelepedve, miután felfüggesztette az India Brit uralom alól függetlenségért folytatott tevékenységét. Amikor először találkozott Sri Aurobindóval, Mirra felismerte benne azt a személyt, akit álmaiban szokott látni. Egy későbbi találkozás során megtapasztalta, a minden gondolattól mentes elme teljes csendjét.

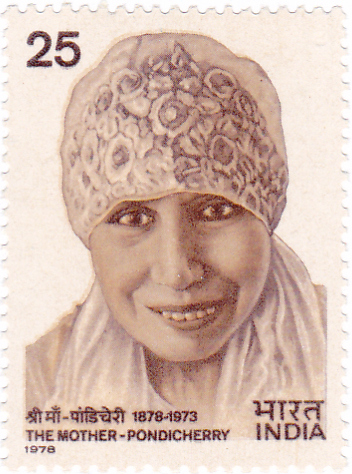
Az Anya egy 1978-as indiai bélyegen

Richard elvesztette a választásokat Paul Bluysen ellen, akit ugyan az előző választásokon támogatott. Richard eldöntötte, hogy kiad egy ismertetőt Sri Aurobindo jógájáról két nyelven, angolul és franciául, amit aztán Arya névre keresztelt. A folyóirat először 1914. augusztus 15-én jelent meg, és a következő hat és fél évig futott. Az ezt követő folyóiratokból később teljes könyvek készültek. Ekkorra már kitört az első világháború, és az indiai forradalmárokat a britek vád alá helyezték, mert a német hadsereg kémeinek gondolták őket. Bár Sri Aurobindo teljesen feladta a brit uralom elleni tevékenységét, mégsem tartották biztonságosnak, és az összes forradalmárt felszólították, hogy költözzenek Algériába. Sri Aurobindo visszautasította ezt az ajánlatot, ezért a britek levélben fordultak a párizsi francia kormányhoz, hogy adják át a francia Puduccseriben tartózkodó forradalmárokat. Ez a kérés Mirra bátyjához, Mattéo Alfassához érkezett, aki addigra külügyminiszter volt, és aki a kérelmet más munkadokumentumok alá iktatta, hogy soha többé ne bukkanjanak rá.
A britek kitartásának következményeképpen, 1915-ben elrendelték, hogy Richard költözzön el Puduccseriből. Egy sikertelen maradási kísérlet után Mirra és Richard 1915. február 22-én Párizsba távozott. Néhány év múlva Richard parancsot kapott, hogy mozdítsa elő a francia kereskedelmet Japánban (amely akkoriban Franciaország és Nagy-Britannia szövetségese volt) és Kínában. Mirra Richarddal együtt elutazott Japánba, és soha többé nem tért vissza Párizsba.
Mirra és Richard Japánban telepedtek le, és ismeretségeket kötöttek az indiai közösséggel. Japánban töltött idejük viszonylag békésen telt, és a következő négy évet ott töltötték. 1920. április 24-én Mirra Richarddal visszatért Pondicherrybe  Dorothy Hodgson kíséretében. Mirra Sri Aurobindo közelébe költözött a Rue François Martinon lévő vendégházba. Richard nem sokáig maradt Indiában; egy évet utazgatott Észak-Indiában, majd visszatért Franciaországba és újraházasodott Angliába, miután hivatalosan elvált Mirrától. Néhány év professzori munka után az Egyesült Államokban, 1968-ban halt meg. 1920 november 24-én egy vihar és heves esőzés következtében Sri Aurobindo megkérte Mirrát és Dorothy Hodgsont (később Dutta néven ismert), hogy költözzenek át Sri Aurobindo házába, így kezdett más lakókkal együtt A Házban élni.

## Az ashram alapítása
Az idő múlásával sokan, befolyásolva az Arya Magazine és mások által akik hallottak Sri Aurobindóról, elkezdetek gyülekezni a lakhelyére, vagy hogy állandóan ott lakjanak, vagy, hogy gyakorolják Sri Aurobindo jógáját. Mirrát kezdetben nem fogadta el teljesen a háztartás összes tagja és kívülállónak tekintették. Sri Aurobindo, egyenrangú jógikus kaliberűnek tartotta, és "Anyá"nak kezdte nevezni, ettől kezdve az egész közösség így ismerte őt. Kb. 1924 után Az Anya elkezdte megszervezni a háztartás mindennapi működését, és a ház lassan ásrammá alakult, ahová nap mint nap egyre több követő áramlott. 1926 után Sri Aurobindo elkezdett visszavonulni a rendszeres tevékenységektől, és teljes mértékben a jógája gyakorlására helyezte a hangsúlyt. A közösség addigra 85 tagúra nőtt, és a csoport lassan spirituális ásrammá vált. 

## Integrál jóga és a Siddhi nap
Az Anya, modern értelmezésben, igen tisztelt jógatanárként volt számon tartva. 1926. november 24-én, amelyet később a Siddhi napjává (győzelem napjává) nyilvánítottak, és amelyet a Sri Aurobindo Ashram még mindig ünnepel, Az Anya és Sri Aurobindo kijelentették, hogy az elme fölötti tudatosság megnyilvánult közvetlenül a fizikai tudatosságban, ezáltal lehetővé téve az emberi tudat számára, hogy közvetlenül éber lehessen, és  benne élhessen az elme fölötti tudatosságban.
Sri Aurobindo kapott néhány panaszt Az Anya ellen az ashram napi működtetésével kapcsolatban. Az ügy végleges megoldása érdekében Sri Aurobindo 1930 áprilisában levélben kijelentette, hogy Az Anya az egyedüli kizárólagos felelős az ashram további tevékenységeiért. 1930 augusztusára az ashram tagok száma 80-ról 100-ra nőtt, egy olyan önfenntartó közösséggé vált, ahol minden alapvető kényelmi szolgáltatás megadatott.
Sri Aurobindo és Az Anya munkásságukat és a jóga alapelveit integrál jógának nevezték el; egy mindent átölelő jógának. Ez a jóga eltért a régebbi jógamódszerektől, mert a követő nem kellett feladja a külső életet azért, hogy kolostorban éljen, hanem jelen kellett legyen a hétköznapi életben és az élet minden területén kellett gyakorolja a spiritualitást.
1937-re az ashram lakóinak száma több mint 150-re nőtt, így szükség volt az épületek és létesítmények kiterjesztésére, bővítésére mely Diwan Hyder Ali, a hyderabádi nizam segítségével és támogatásával jött létre. Az Anya irányítása alatt, Antonin Raymond a főépítész, Franticek Sammer és George Nakashima segítségével kollégiumi épületet épített fel. Ekkorra már kitört a második világháború, késleltetve az építkezést, de végül tíz év után befejeződött, és a Golconde nevet kapta. 1938-ban Margaret Woodrow Wilson, Woodrow Wilson amerikai elnök lánya eljött az ashramba, és úgy döntött, hogy élete végéig ott marad.
1939-re kitört a második világháború. Az ashram egyes tagjai lehetséges, hogy történetesen támogathatták Hitlert, mert Nagy-Britanniát támadták meg, de Az Anya és Sri Aurobindo is publikusan kinyilvánították, hogy ők a szövetséges erőket támogatják, főként a Főkormányzó hadi alapjába történő adományozással, sok indiai nem kis meglepetésére.

## Iskola az ashramban és Sri Aurobindo halála
1943. december 2-án Az Anya iskolát indított körülbelül húsz gyermek számára az ashramban. Úgy vélte, hogy ez egy jelentős elmozdulás az ashram szokásos életétől, amely addig a külvilágról való teljes lemondás gyakorlásáról szólt. Azonban úgy képzelte, hogy az iskola fokozatosan igazodni fog Sri Aurobindo integrál jógájának alapelveihez. Az iskola később Sri Aurobindo Nemzetközi Oktatási Központ néven vált ismertté. 1949 február 21-től, negyedéves folyóiratot indított "The Bulletin" néven, amelyben Sri Aurobindo nyolc cikkből álló sorozatot tett közzé "A szupramentális megnyilvánulás a földön" címmel, amelyben először írt az ember és emberfeletti közötti átmeneti lényről.

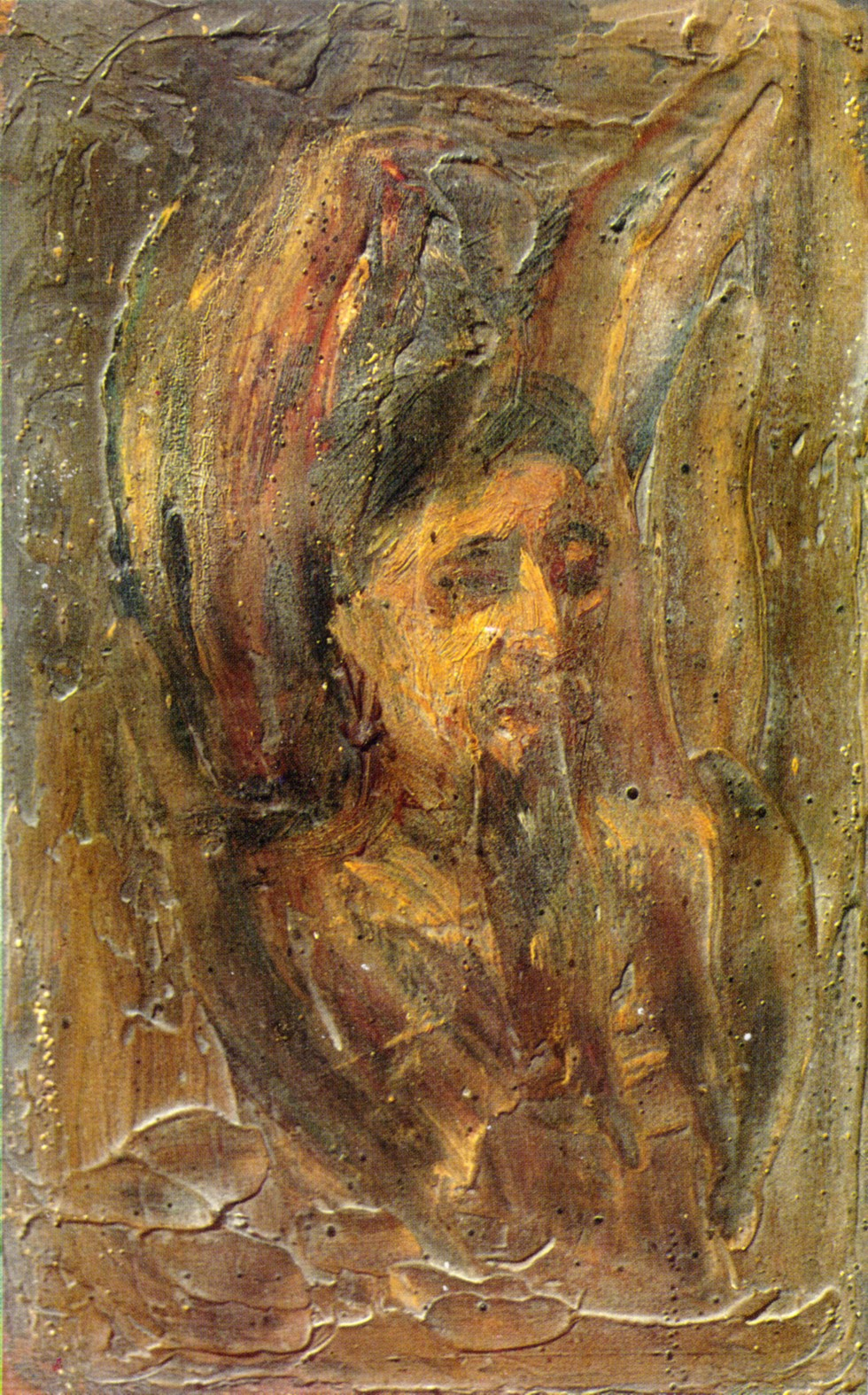
Mirra Alfassa festménye: „Az Isteni Tudatosság amint Feltörekszik a Tudattalanból”, 1920–1925

Sri Aurobindo 1950. december 5-én halt meg. Ez nagyon nehéz élmény volt Az Anyának Az ashramban folyó összes tevékenységet tizenkét napra felfüggesztették, ezután Anyának kellett döntenie az ashram jövőbeli menetéről. Az Anya úgy döntött, hogy felvállalja az ashram teljes munkáját és belsőleg is folytatja az integrál jógát. Az 1950 és 1958 közötti évek voltak azok az évek, amikor leginkább csak a tanítványai látták.

## Puduccseri, India
1954. augusztus 15-én francia Puduccseri India szerves területi részévé vált. Az Anya kinyilvánította a kettős állampolgárságot Indiának és Franciaországnak. Dzsaváharlál Nehru 1955 január 16-án meglátogatta az ashramot és találkozott Anyjával. Ez a találkozó sok kétségét eloszlatta az ashrammal kapcsolatban. 1955 szeptember 29-én az ashramban tett második látogatása során lánya, Indira Gandhi is elkísérte. Az Anya nagy hatással volt rá, ami a későbbi években szoros kapcsolattá fejlődött. Az Anya Sri Aurobindo halála után tovább tanította a francia nyelvet. Egyszerű beszélgetésekkel és szavalatokkal kezdte amelyek később az integrál jógáról szóló mélyebb értekezésekké bővültek, ilyenkor felolvasott egy részt Sri Aurobindo vagy saját írásaiból és kommentálta azokat. Ezek a foglalkozások egy hétkötetes könyv sorozattá nőtték ki magukat, Kérdések és válaszok címmel.
1958 után Az Anya lassan elkezdett visszavonulni a külső tevékenységektől. Az 1958-as évet a jóga terén is egy nagyobb fejlődés jellemezte. 1959-től felhagyott minden külső tevékenységével, hogy teljesen a jógának szentelje magát. 1963. február 21-én, 85. születésnapján adta első Darshanját a számára épített teraszról. Ettől kezdve ott lesz látható a Darshan napokon, amikor a látogatók a terasz alatt összegyűlnek, hogy elkapjanak egyet-egyet a pillantásából. Az Anya rendszeresen találkozott több tanítvánnyal is, ezek egyike Satprem volt. Ő felvette kazettára a beszélgetéseiket, amelyeket később egy 13 könyvből álló kötetbe gyűjtött össze Az Anya napirendje címmel.

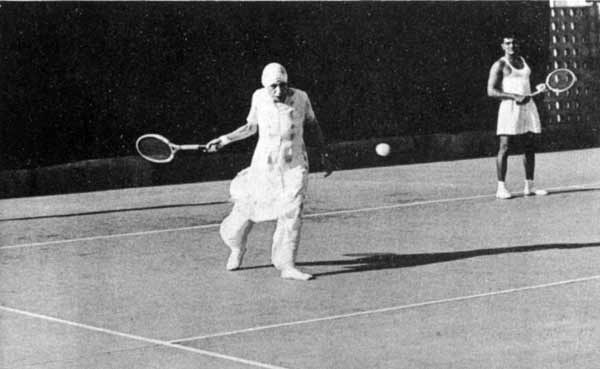
Az Anya teniszezik

## Auroville megalapítása

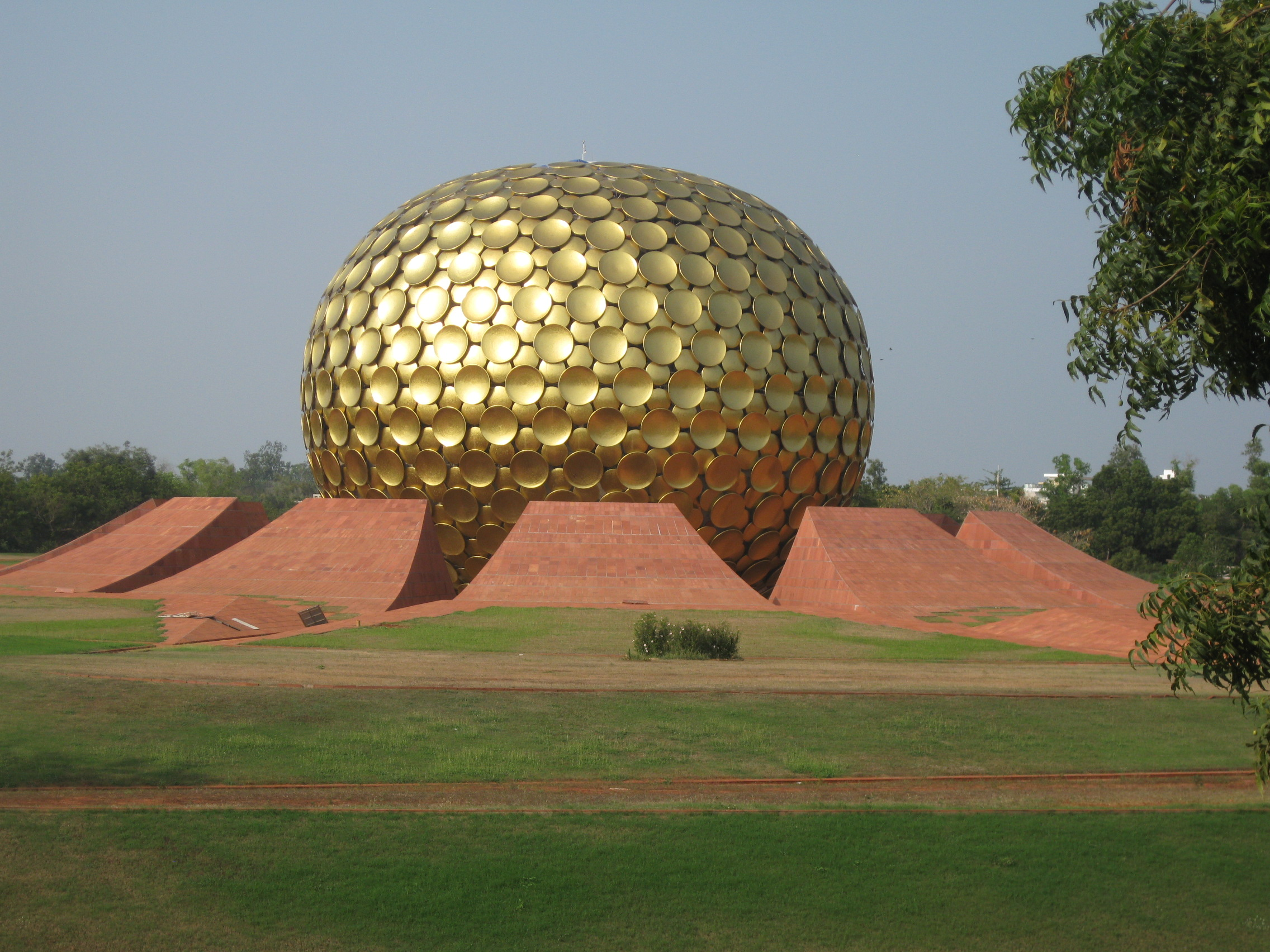
Matrimandir, Auroville-ben, Pondicherry közelében

Az Anya megjelentetett egy cikket "Az Álom" címmel, amelyben javasolta, hogy legyen egy olyan hely a földön, amelyre egyetlen nemzet sem tarthat számot saját tulajdonaként, hanem legyen fenntartva az egész emberiség számára, minden megkülönböztetés nélkül. 1964-ben végül el lett döntve, hogy megépítik ezt a várost. 1968 február 28-án kidolgozták a város, Auroville alapító okiratát, ami a Hajnal Városát jelenti (a francia aurore szóból ered), egy  univerzális mintavárost, amelynek egyik célja az emberiség egységének megteremtése. A város most is létezik, és folyamatosan növekszik (bár nem az állandó lakosok számát tekintve, amint azt a népszámlálás rögzítette). 

## Utolsó évei
Sok politikus kereste fel rendszeresen Az Anyát útmutatásért. Meglátogatta VV Giri, Nandini Satpathy, a Dalai Láma és különösen Indira Gandhi, aki szoros kapcsolatban állt vele és gyakran felkereste útmutatásért. 1973 márciusának végére súlyosan megbetegedett. 1973. május 20-a után minden találkozót lemondtak. Ugyanezen év augusztus 15-én adta az utolsó Darshant a külső teraszon, ahol követők ezrei várták, hogy megkaphassák pillantását. Az Anya 1973. november 17-én 19 óra 25 perckor hagyta el a testét. November 20-án a Szamádhiban helyezték örök nyugalomra, Sri Aurobindo mellett, az ashram főépületének udvarán.

## Fordítás
Ez a szócikk részben vagy egészben  a   Mirra Alfassa című angol Wikipédia-szócikk ezen változatának fordításán alapul.  Az eredeti cikk szerkesztőit annak laptörténete sorolja fel. Ez a jelzés csupán a megfogalmazás eredetét és a szerzői jogokat jelzi, nem szolgál a cikkben szereplő információk forrásmegjelöléseként.

## Bibliográfia
- Heehs, Peter. The Lives of Sri Aurobindo. Columbia University Press (2008). ISBN 978-0-231-14098-0
- Vrekhem, Georges Van. the Mother the story of her life. Rupa & Co (2004). ISBN 8129105934
- The Mother (Mirra Richard), Encyclopedia of Hinduism. Facts On File, 292–293. o. (2007). ISBN 978-0-8160-5458-9
- Nirodbaran. Twelve Years with Sri Aurobindo. Pondicherry: Sri Aurobindo Ashram (1972)
- Evening Talks with Sri Aurobindo. Pondicherry: Sri Aurobindo Ashram (1982)

## További olvasmányok
- The Mother – Some dates
- Aurobindo, Sri. Collected Works of Sri Aurobindo, Birth Centenary, Sri Aurobindo Ashram, Pondicherry (1972. március 19.)
- (1972b) The Mother, Sri Aurobindo Ashram, Pondicherry
- Iyengar, K. R. S.. On the Mother: The Chronicle of a Manifestation and Ministry, 2nd, Sri Aurobindo International Centre of Education / Pondicherry (1978) (folyamatosan számozott két kötet)
- Alfassa, Mirra (1977) The Mother on Herself, Sri Aurobindo Ashram, Pondicherry
- Collected Works of the Mother, Centenary, Sri Aurobindo Ashram, Pondicherry (1978. március 19.)
- Mother's Agenda. New York, NY: Institute for Evolutionary Research (1979. március 19.)
  - Flowers and Their Messages, Sri Aurobindo Ashram (kiadás éve?)
  - Flowers and Their Spiritual Significance, Sri Aurobindo Ashram (kiadás éve?)
- Das, Nolima ed., (1978) Glimpses of the Mother's Life vol.1, Sri Aurobindo Ashram, Pondicherry
- Mukherjee, Prithwindra (2000), Sri Aurobindo: Biographie, Desclée de Brouwer, Paris
- Nahar, Sujata (1986) Mother's chronicles Bk. 2. Mirra the Artist, Paris: Institut de Recherches Evolutives, Paris & Mira Aditi, Mysore.
  - (1989) Mother's chronicles Bk. 3. Mirra the Occultist. Paris: Institut de Recherches Evolutives, Paris & Mira Aditi, Mysore.
- K.D. Sethna, The Mother, Past-Present-Future, 1977
- Satprem (1982) The Mind of the Cells (ford. Francine Mahak & Luc Venet) Institute for Evolutionary Research, New York, NY
- Van Vrekhem, Georges: The Mother – The Story of Her Life, Harper Collins Publishers India, New Delhi 2000, ISBN 81-7223-416-3 (lásd még Mother meets Sri Aurobindo – a könyv kivonata)
- Van Vrekhem, Georges: Beyond Man – The Life and Work of Sri Aurobindo and The Mother, HarperCollins Publishers India, New Delhi 1999, ISBN 81-7223-327-2

## Részleges bibliográfia
- Commentaries on the Dhammapada, Lotus Press, Twin Lakes, WI 2004, ISBN 0-940985-25-X
- Flowers and Their Messages, Lotus Press, Twin Lakes, WI ISBN 0-941524-68-X
- Search for the Soul in Everyday Living, Lotus Press, Twin Lakes, WI ISBN 0-941524-57-4
- Soul and Its Powers, Lotus Press, Twin Lakes, WI  ISBN 0-941524-67-1